# Marius Bâtfoi
Marius Bâtfoi (n. 29 mai 1990, Buftea, București, România) este un fotbalist român, care joacă pe post de atacant la CS Tunari în Liga a III-a. Și-a făcut debutul în Liga I pe 11 septembrie 2010, înlocuindu-l pe Apostol Muzac în minutul 90.